# حمید احیاء
حمید احیاء (زاده ۸ دی ۱۳۳۲) مترجم و کارگردان تئاتر اهل ایران است. اولین ترجمه او، «شب بخیر مادر» در سال ۱۳۷۵ توسط نشر تجربه انتشار یافت و بعد از آن ترجمه‌های بسیاری از او توسط انتشارات نیلا و ناشران دیگر منتشر شده‌است.

## پیشینه
حمید احیاء تئاتر را از سالهای آخر دبیرستان با گروه تئاتر مرکز رفاه در تهران آغاز کرد. او از سال ۱۳۵۲ تا ۱۳۵۶در رشتهٔ نمایشِ دانشکدهٔ هنرهای زیبای دانشگاه تهران با اساتیدی مانند بهرام بیضایی، محمد کوثر، علی رفیعی، حمید سمندریان، و پرویز پرورش به تحصیل پرداخت. او در سال ۱۹۷۸ برای ادامه تحصیل به آمریکا رفت و در سال ۱۹۸۲ مدرک کارشناسی ارشد خود را تحت نظر ریچارد شکنر در رشتهٔ مطالعات اجرا از دانشگاه نیویورک (ٔNYU) دریافت کرد.

## بازیگری
از جمله نمایش‌هایی که حمید احیاء در آنها بازی کرده‌است می‌توان به "اتللو" و "انسان خوب سچوان" به کارگردانی محمد کوثر، "حضرت ایوب"، "عاشق شدن سودابه بر سیاوش"، و "رستم و اسفندیار" از شهرو خردمند (اجرا شده در جشنواره توس و جشن هنر شیراز) ,  مرگ و دوشیزه به کارگردانی سپیده خسروجاه و گزارش ارداویراف، طرب‌نامه و چهارراه از بهرام بیضایی اشاره کرد.
اجرای نمایشنامه نگین در دانشگاه استنفورد.

## کارگردانی
حمید احیاء از دوران نوجوانی در ایران و سپس در آمریکا به بازیگری و کارگردانی هم پرداخته است. او از سال 1986 با گروه تاتر داروگ در شهر برکلی همکاری داشته است. از جمله آثاری که او کارگردانی کرده می توان به "مرغ سحر" ، "در سوگ کاظم اشتری" و  “ It’s not about Pomegranate” ، که هر سه نوشته  همسرش سپیده خسروجاه هستند، و همچنین استثناء و قاعده نوشته برتولت برشت، شب بخیر مادر ، مالی سویینی، کپنهاگ، خرس و خواستگاری، و ترور اشاره کرد. احیاء همچنین نمایشنامه های نگین (حمید امجد)،خواب در فنجان خالی (نغمه ثمینی)، مصاحبه (محمد رحمانیان)، و جاده (یوریک کریم مسیحی) را به دعوت بخش ایرانشناسی دانشگاه استنفورد به روی صحنه برده است.  

## ترجمه‌ها به فارسی
| نام اثر                  | نویسنده                          | ناشر       | تاریخ چاپ نخست |                      |
| شب بخیر مادر             | مارشا نورمن                      | تجربه      | ۱۳۷۵           |                      |
| ملکه زیبایی لی‌نین        | مارتین مک‌دونا                    | نیلا       | ۱۳۸۲           |                      |
| تصادف قطار ۵٫۲۵          | تورنتون وایلدر                   | نیلا       | ۱۳۸۲           |                      |
| سفر اسب پنجم             | تورگنیف/ رونالد ریبمن            | نیلا       | ۱۳۸۳           |                      |
| خرس                      | آنتون چخوف                       | نیلا       | ۱۳۸۴           | دفترهای تئاتر نیلا-۴ |
| خواستگاری                | آنتون چخوف                       | نیلا       | ۱۳۸۴           | دفترهای تئاتر نیلا-۴ |
| در باب مضرات دخانیات     | آنتون چخوف                       | نیلا       | ۱۳۸۴           | دفترهای تئاتر نیلا-۴ |
| پاره سنگ در جیب‌هایش      | مری جونز                         | نیلا       | ۱۳۸۵           |                      |
| کپنهاگ                   | مایکل فرین                       | نیلا       | ۱۳۸۶           |                      |
| مالی سویینی              | برایان فریل                      | نیلا       | ۱۳۸۶           |                      |
| بانوی دریایی             | ایبسن/ سوزان سانتاگ              | نیلا       | ۱۳۸۸           |                      |
| نام من ریچل کُری است      | الن ریکمن و کاترین واینر         | نیلا       | ۱۳۸۸           | دفترهای تئاتر نیلا-۹ |
| درس پیانو                | اوت ویلسن                        | نیلا       | ۱۳۹۱           |                      |
| درام                     | چخوف/ مایکل فرین                 | نیلا       | ۱۳۹۴           |                      |
| بیرون از مالینگار        | جان پتریک شنلی                   | بیدگل      | ۱۳۹۴           |                      |
| مسخره بازی‌ها             | تام استوپارد                     | نیلا       | ۱۳۹۴           |                      |
| لطف بخشش                 | رساله‌ای از پیتر بروک             | نیلا       | ۱۳۹۵           |                      |
| خالی‌بند دنیای غرب        | جان میلینگتن سینگ                | نیلا       | ۱۳۹۷           |                      |
| ۱۳۰نکته در باب کارگردانی | فرانک هاوزر و راسل رایش          | بیدگل      | ۱۳۹۷           |                      |
| عمله‌جات امپراتوری        | بوریس ویان                       | نیلا       | ۱۳۹۹           |                      |
| عکس ۵۱                   | آنا زیگلر                        | کرگدن      | ۱۳۹۹           |                      |
| زن خانه به دوش           | فرانک مک گینس                    | نیلا       | ۱۳۹۹           |                      |
| دو پاپ                   | آنتونی مک‌کارتِن                   | مانیای هنر | ۱۴۰۰           |                      |
| زنده است، یا مُرده        | مارک تواین، بازنویسی: دیوید آیوز | حکمت‌کلمه   | ۱۴۰۱           |                      |
| آقای مایر                | اکساور کروتس                     | گره        | 1403           |                      |

## جوایز
- کپنهاگ، نوشته مایکل فرین، برگردانِ حمید احیاء (برنده جایزه اول بهترین ترجمه نمایشی به انتخاب کانون نمایشنامه‌نویسان ایران، ۱۳۸۷)